# الحراك السلمي السوري
الحراك الحلمي السوري هو منظمة غير حكومية تأسّست عام 2011 من قبل مجموعة منَ الناشطين السوريين. اشتهرت هذه المنظمة بفضل نضالها وحراكها السّلمي واعتمادها على المقاومة المدنية كوسيلة لتحقيق التغيير الاجتماعي والثقافي والسياسي في الدولة السورية وفي المجتمع. تهدفُ المنظمة إلى نشر الوعي حول كيفية التغيير في المجتمع منَ العنف إلى تكتيكات اللاعنف.

## المشاريع

### إضراب الكرامة
أجرت منظمة الحراك السلمي السوري العديد من المبادرات الشعبية منذ بداية الثورة السورية مثل ما عُرفَ باسم إضراب الكرامة في سوريا.

### أيام الحريّة
عملت منظمة الحِراك السلمي السوري على تنظيم عددٍ من النشاطات مثلَ «أيام الحرية» كما سعت إلى تنظيم الكثير من الأنشطة والمشاريع السلمية خلال الثورة السورية.

### خريطة اللاعنف
أنشأت منظمة الحِراك السلمي السوري خارطة اللاعنف خلال الحرب الأهلية السورية. تُصوّر الخريطة التفاعلية العديد من المبادرات المدنية التي ظهرت خلال الحرب الأهلية.